# Main River (Avalon)
De Main River is een 2,2 km lange beek in de Canadese provincie Newfoundland en Labrador. Ze stroomt door de gemeente Portugal Cove-St. Philip's in het uiterste zuidoosten van het eiland Newfoundland.
De waterloop is vooral bekend vanwege de waterval waarmee ze uitmondt in de haven van Portugal Cove.

## Verloop
De Main River begint aan de samenvloeiing van twee beken in het oostelijke gedeelte van het dorp Portugal Cove, namelijk de Millers Pond River en de kleinere Western Pond River. Vanaf dat punt stroomt de beek 1,3 km in noordwestelijke en daarna nog 900 m in zuidwestelijke richting om uiteindelijk uit te monden in Conception Bay.
Gedurende zijn hele loop stroomt de Main River doorheen woonwijken en parallel aan Portugal Cove Road (NL-40), de verbindingsweg naar St. John's. De beek stroomt daarbij achtereenvolgens onderdoor Nice Lane, Legion Road, Brookside Place, Churchills Road, Jordan Place, Anglican Cemetery Road, Mitchells Road, Hardings Hill en Ferry Terminal Road.

### Waterval
De Main River mondt na 2,2 km uiteindelijk uit in de haven van Portugal Cove, die belangrijk is als veerhaven voor Bell Island. De laatste 80 meter van de waterloop zakt die vanop 20 m hoogte tot op zeeniveau, met onder andere een meer dan 10 m hoge waterval aan de oostzijde van Ferry Terminal Road. De waterval is een opvallend zicht in de haven van het dorp en is goed zichtbaar voor de autobestuurders die aanschuiven om een van de dagelijkse veerboten naar Bell Island te nemen.

## Stroomgebied
Het stroomgebied van de Main River omvat een groot deel van Portugal Cove en omgeving. Via verscheidene zijbeekjes behoren zes meren tot het stroomgebied van de beek, met name Butlers Pond, Clements Pond, Millers Pond, Murrays Pond, Nearys Pond en Western Round Pond.

## Bescherming
De Main River en zijn oevers zijn in het kader van natuurbescherming over de volledige loop beschermd door een samenwerking tussen het gemeente- en provinciebestuur.